# Hồng Thủy, A Lưới
Hồng Thủy là một xã miền núi biên giới thuộc huyện A Lưới, thành phố Huế, Việt Nam.
Xã Hồng Thủy có diện tích 113,1 km², dân số năm 1999 là 2.051 người và mật độ dân số đạt 18 người/km².

## Hành chính
Tính đến cuối năm 2019 (theo Nghị quyết 31/NQ-CP của Chính phủ), xã Hồng Thủy có 5 thôn:
1. Tru Pỉ
2. Kê 1
3. Kê 2
4. La Ngà
5. Pâr Ay

- 2 thôn Pire 1 (thôn 6), Pire 2 (thôn 7) chuyển giao cho xã A Bung, huyện Đakrông, tỉnh Quảng Trị.